# 克里斯·康芒斯
克里斯·康芒斯（英語：Chris Commons，1950年12月9日—），澳大利亚男子田径运动员。他曾代表澳大利亚参加1974年和1978年英联邦运动会田径比赛，获得二枚银牌。他也曾参加1976年夏季奥林匹克运动会。